# 朴善浩
- 關於出生于1993年，谚文写法相同的韩国演员，請見「朴宣浩」。

朴善浩（：／，1934年2月3日—1980年5月24日）是韩国中央情报部仪典课前课长、韩国海军陆战队预备役大领。在10·26事件中，他协助金载圭谋杀朴正熙并在其中发挥了重要作用。随后他被捕并被处决。

## 生平
朴善浩与金载圭的关系可以追溯到1946年。金载圭暂时退役回到大邱大伦中学校任教时朴善浩正好在学校里就读，金载圭的传奇军旅生活在学校里人尽皆知。一直崇拜着他的朴善浩后来在军中遇到了金载圭。朝鲜战争结束后朴善浩进入海军士官学校，毕业后成为海军陆战队的大领。 
1974年他退出现役转为预备役，1976年在金载圭的推荐下就任中央情报部仪典课长。1979年本想辞职的他意外遇上了10·26事件。第二天下午便被戒严司令部抓获。他被判死刑，1980年5月24日绞刑处死。 

## 学历
- 金泉国民学校毕业（1946）
- 大伦中学校毕业（1949）
- 大伦高等学校毕业（1952）
- 大韩民国海军士官学校 12期（1958年）
- 大韩民国陆军步兵学校毕业（1959年）
- 大韩民国海兵兵科学校修了（1959年）
- 美国密苏里综合军事学院修了（1960年）
- 大韩民国国防大学校公共管理学士 10期（1965年）

## 脚注
1. ↑  박정희 정권 중반에 대한민국 해병대는 모종의 사건으로 인해 해체되고 해병대 인원들은 해군에 편입되어 보병 병과를 받은 상태였다. 이후 전두환이 대한민국 해병대를 재창설했다.
2. ↑  대를 재